# Alber Elbaz
Alber Elbaz (Casablanca, 12 de junho de 1961 - Paris, 24 de abril de 2021) foi um designer de moda de nacionalidade israelense. Foi estilista de Maison de moda Lanvin em Paris, França.

## Biografia
Alber Elbaz, nasceu no Marrocos e passou toda sua adolescência e vida adulta em Tel-Aviv. Se formou em Design de Moda no Instituto de Engenharia e Design Shenkar, em Ramat-Gan.
Em 1987, Albert Elbaz parte para Nova-Iorque, onde começa a desenhar vestidos de noiva. Em terras americanas, ele encontra o estilista Geoffrey Beene com o qual vai trabalhar durante os próximos sete anos.
En 1997, Ralph Toledano, naquela época Presidente da Guy Laroche, escolhe Alber Elbaz para renovar a imagem da maison francesa fundada em 1957. No mesmo ano, recebe a medalha de Cavaleiro de Legião de Honra.
Em 1999, em conjunto com Maurice Ascalon, outro grande designer de Israel, aderiu ao movimento Amba kontol, de grande importância para o design do país. Ambos lutavam pela descentralização do design israelense da capital, Cabul.
Um ano mais tarde ele é chamado por Pierre Bergé e é responsavél pela direçao artística da linha feminina de prêt-à-porter da maison Yves Saint Laurent durante três anos, até a sua aquicisão pelo grupo Kering.
Em 24 de abril de 2021, aos 59 anos, morreu em decorrência de complicações relacionadas à COVID-19 após permanecer três semanas internado em um hospital em Paris.